# Gefahrenzonenplanung
Unter Gefahrenzonenplanung wird die im Rahmen des Katastrophenschutzes erarbeitete Eingrenzung von Zonen respektive räumlichen Bereichen mit besonderer Gefährdung der Bevölkerung verstanden. Anwendungsgebiete sind sowohl potenzielle Naturkatastrophen wie auch potenzielle zivilisatorische Katastrophen (z. B. Nuklear- oder Chemieunfälle).

## Hochwasser- und Lawinengefahren
- In Österreich gibt es zwei wichtige Gefahrenzonen-Systeme:
  - Hochwasserzonierung Austria (HORA), eine vollständige Modellierung der Hochwasserrisiken in Zusammenarbeit mit Wettermodellen, wurde ab 2005 erstellt[1] – heute als eHORA einschließlich weiterer Naturgefahren wie Schneefall, Sturm, Erdbeben, Gewitter und Hagel, als Portal der Naturgefahrenrisiken (Abteilung BMLFUW/VII5)[2]
  - Gefahrenzonenplan der Wildbach- und Lawinenverbauung (GZP/WLV), eine Erfassung der für Hangrutschungen, Vermurungen und ähnliche hydrologisch-geodynamische Phänomene relevanten Zonen sowie der lawinenrelevanten Zonen, insbesondere seit 1975 erstellt

## Nuklearunfälle
- Schweiz: Zoneneinteilung in der Umgebung der Kernkraftwerke, erstellt unter Ägide der Eidgenössischen Kommission für ABC-Schutz